# Viola Liuzzo
Viola Liuzzo (11. april 1925 – 25. marts 1965), var en amerikansk borgerrettigheds-aktivist fra staten Michigan, USA.
Liuzzo blev myrdet af Ku Klux Klan-medlemmer, kort tid efter sin deltagelse i borgerrettighedsmarchen i Alabama, som gik fra Selma til Montgomery i 1965.
Liuzzo var den eneste hvide kvinde, som blev dræbt i de sortes kamp for borgerrettigheder.
Efter drabet blev der fra FBIs-side med organisationens chef, J. Edgar Hoover i spidsen, sat en smædekampagne i gang mod Liuzzo, for at dække over en agent fra FBI, der arbejdede under dække i klanen. 
Angiveligt var det nævnte agent som havde affyret det dræbende skud.
Liuzzos navn er indgraveret på monumentet i Washington D.C. for de borgerrettighedsforkæmpere, som døde i sagens tjeneste.